# Ravi Chopra
Ravi Choprā (ur. 27 września 1946 w Bobmaju, Maharasztra, zm. 12 listopada 2014 tamże) – indyjski reżyser i producent filmowy.
Był synem producenta filmowego i reżysera B.R.Chopra; bratankiem reżysera i producenta Yash Chopra; kuzynem aktora Uday Chopra i scenarzysty i reżysera Aditya Chopra.

## Filmografia

### Reżyser
1. Baabul (2006)
2. Ogrodnik (2003)
3. „Ramayan” (2002)  TV serial
4. Kal Ki Awaz (1992)
5. Pratigyabadh (1991)
6. „Mahabharat” (1988) TV serial
7. Dahleez (1986)
8. Aaj Ki Awaz (1984)
9. Mazdoor (1983)
10. The Burning Train (1980)
11. Tumhari Kasam (1978)
12. Zameer (1975)

### Producent filmowy
1. Bhootnath (2008) (w produkcji)
2. India, 1964 (2004)
3. Karma (2004)
4. „Ramayan” (2002) miniserial (koproducent)
5. Eastside (1999)
6. Nikaah (1982)
7. Insaf Ka Tarazu (1980)
8. Dastaan (1972)

### Scenarzysta
1. Eastside (1999)
2. The Burning Train (1980)